# Snookum Russell
Snookum Russell, geboren als Isaac Edward Russell (Columbia, 6 april 1913 - augustus 1981),  was een Amerikaanse jazzpianist en orkestleider van de swing.

## Biografie
Snookum Russell bespeelde eerst de drums en de piano in plaatselijke orkesten en werkte van 1933 tot 1939 als bassist in een band in Florida. Betekenis kreeg hij door een orkest, dat hij leidde van 1939 tot 1950 en waartoe onder andere tijdelijk Fats Navarro, J.J. Johnson en Ray Brown behoorden. In 1959 was hij werkzaam als solist in New Orleans.

## Overlijden
Snookum Russell overleed in augustus 1981 op 68-jarige leeftijd.